# District de Bernay
Le district de Bernay est une ancienne division territoriale française du département de l'Eure de 1790 à 1795.
Il était composé des cantons de Bernay, la Barre, Beaumenil, Beaumont, Brionne, Chambrais, Harcourt, Montreuil et Thiberville.

## Galerie

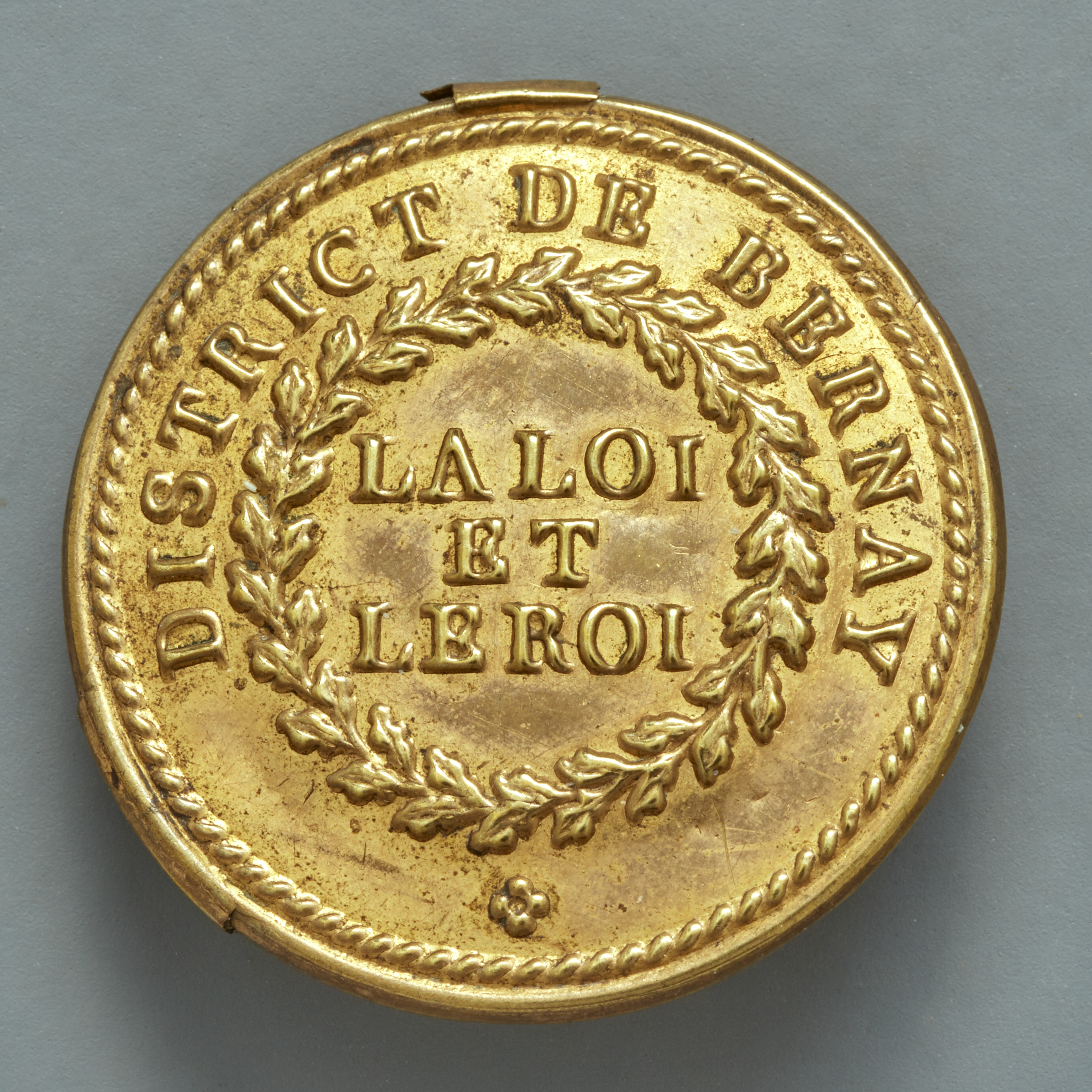
Bouton (musée Carnavalet)